# Loch Fada (North Uist)
Loch Fada ist ein Süßwassersee auf der schottischen Hebrideninsel North Uist. Historisch gehörte er zur traditionellen Grafschaft Inverness-shire.

## Beschreibung
Der See liegt im Nordosten von North Uist auf einer Höhe von acht Metern über dem Meeresspiegel. In einer äußerst dünn besiedelten Region gelegen, sind die Ufer von Loch Fada unbesiedelt. Rund vier Kilometer befindet sich Lochmaddy, der Hauptort der Insel. Die A865 passiert die Ostküste des Sees in einem Kilometer Entfernung. Der Loch Fada liegt in dem von zahlreichen Seen durchzogenen Nordosten der Insel. Westlich befindet sich der Loch nan Geireann, während der größere Loch Scadavay südlich gelegen ist.
Der stark unregelmäßig geformte Loch Fada weist eine maximale Länge von 2,86 Kilometern bei einer maximalen Breite von 1,73 Kilometern auf, woraus sich eine Seefläche von 192 Hektar und ein Umfang von 23 Kilometern ergeben. Bei einer maximalen Tiefe von 13,7 Metern und einer mittleren Tiefe von 3,1 Metern ergibt sich ein Volumen von rund 5,96 Mio. Kubikmetern. Sein Einzugsgebiet umfasst 923 Hektar und erstreckt sich vornehmlich nach Westen. Es besteht zu etwa 75 % aus Moorland und zu 22 % aus Wasserflächen. Bei den beiden Zuflüssen des Sees handelt es sich um die Abflüsse aus Loch nan Geireann und dem kleinen Loch Hungavat. Von seinem Ostufer fließt der kurze Abhainn Galtarsay ab, der in Loch an Strumore mündet, der über den Loch Houram in die Bucht Loch Maddy an der Schottischen See entwässert.
Auf kleinen Inseln in Loch Fada finden sich vermutlich die Reste zweier Duns. Auf einer weiteren Inseln finden sich die Reste eines Cairns. Nordwestlich zeugt ein denkmalgeschützter Cairn von der historischen Besiedlung der Region.